# Calanthe cleistogama
Calanthe cleistogama är en orkidéart som beskrevs av Richard Eric Holttum. Calanthe cleistogama ingår i släktet Calanthe och familjen orkidéer. Inga underarter finns listade i Catalogue of Life.